# Siparuna macrotepala
Siparuna macrotepala là một loài thực vật có hoa trong họ Siparunaceae. Loài này được Perkins miêu tả khoa học đầu tiên năm 1905.